# Marko Dugandžić
Marko Dugandžić (* 7. April 1994 in Osijek) ist ein kroatischer Fußballspieler.

## Karriere

### Verein
Dugandžić begann seine Karriere beim NK Osijek. Im Mai 2012 stand er gegen den NK Zadar erstmals im Profikader Osijeks. Sein Debüt für die Profis gab er schließlich im Juli 2012 in der Qualifikation zur UEFA Europa League gegen den Kalmar FF. Im selben Monat debütierte er auch in der 1. HNL, als er am zweiten Spieltag der Saison 2012/13 gegen den NK Zagreb in der Startelf stand und in der 43. Minute durch Domagoj Pušić ersetzt wurde. In der Saison 2012/13 kam er zu sechs Erstligaeinsätzen.
Nach insgesamt 38 Einsätzen in der 1. HNL wurde er im Januar 2015 an den italienischen Zweitligisten Ternana Calcio verliehen. Während der Leihe kam er zu sechs Einsätzen in der Serie B, zur Saison 2015/16 wurde Dugandžić von Ternana fest verpflichtet. In den folgenden zwei Saisonen kam er zu 15 Zweitligaeinsätzen, in denen er ein Tor erzielte. Zur Saison 2017/18 schloss er sich dem Drittligisten SS Matera Calcio an. Für Matera machte er in der Saison 2017/18 25 Spiele in der Serie C.
Im Oktober 2018 kehrte er nach Osijek zurück. In Osijek konnte er sich diesmal jedoch gar nicht durchsetzen und kam in eineinhalb Spielzeiten nur zu sechs Einsätzen in der 1. HNL. Daraufhin wechselte Dugandžić im Januar 2020 nach Rumänien zum FC Botoșani. Für Botoșani kam er bis Saisonende zu 13 Einsätzen in der Liga 1, in denen er acht Tore machte. Nach weiteren fünf Einsätzen zu Beginn der Saison 2020/21 wechselte er im Oktober 2020 nach Russland zum FK Sotschi. In eineinhalb Jahren in Sotschi kam er zu 18 Einsätzen in der Premjer-Liga, in denen er zweimal traf.
Im Januar 2022 wechselte Dugandžić zurück nach Rumänien und schloss sich dem CFR Cluj an. Zur Saison 2022/23 wechselte er zu Rapid Bukarest. Im September 2023 wurde bekannt gegeben, dass Dugandžić beim saudi-arabischen Verein Al-Tai einen Vertrag bis Juni 2025 unterschrieb.

### Nationalmannschaft
Dugandžić spielte im September 2009 erstmals für eine kroatische Jugendnationalauswahl. Zwischen März und April 2012 kam er zu sechs Einsätzen für die U-18-Auswahl, in denen er ebenso viele Tore erzielte. Im April 2012 debütierte er für die U-19-Mannschaft, mit der er sich für die EM im selben Jahr qualifizierte. Während des Turniers kam er in allen drei Spielen seines Landes zum Einsatz, Kroatien schied allerdings bereits in der Gruppenphase aus.
Am 15. April 2015 kam der Stürmer in einem Testspiel (Endstand: 1:1) für die U-21-Auswahl Kroatiens gegen eine U-21-Auswahlmannschaft der italienischen Serie B über 45 Minuten zum Einsatz.